# 大湖弘之
大湖 弘之（おおこ ひろゆき、1955年4月9日 - ）は、NHKの元チーフアナウンサー。

## 人物
東京都世田谷区出身。海城高等学校、筑波大学人間学類卒業後、1980年アナウンサーとして入局。
趣味はスキューバダイビング、バイクツーリング。

## 現在の業務
- ラジオ番組のディレクター業務[2]